# 日斯滿巴碉房
日斯滿巴碉房位於四川省壤塘縣宗科鄉，文物遺址年代判定為元至明。1991年4月16日公佈為四川省第三批文物保護單位。2006年5月25日列為第六批全國重點文物保護單位。